# Трейнор, Фаррелл
Фаррелл Джон Пол Трейнор (англ. Pharrell John Paul Trainor; род. 20 июня 2006, Bowral) — самоанский футболист, нападающий немецкого клуба «Шотт Майнц» и сборной Самоа.

## Биография

### Клубная карьера
Трейнор родился в Австралии, в семье с самоанскими корнями. Занимался футболом в австралийских клубах «Чарлстаун Адзури», «Валентайн» и «Ньюкасл Юнайтед Джетс». В 2023 году переехал в Германию, где провёл год в молодёжном составе клуба «Виктория 06», а затем перешёл в молодёжку «Шотт Майнца».

### Карьера в сборной
Был капитаном юношеский сборных Самоа на чемпионате ОФК до 17 лет и до 19 лет. На турнире до 17 лет отметился покером в ворота сборной Тонги, на турнире до 19 лет дублем в ворота Папуа — Новой Гвинеи.
За основную сборную Самоа дебютировал в ноябре 2023 года в рамках Тихоокеанских игр 2023. Отметился одним забитым голом в матче против Американского Самоа, завершившегося со счётом 10:0. По итогам турнира занял со сборной 7-е место. Летом 2024 года принимал участие в Кубке наций ОФК, где сыграл во всех трёх матчах группового этапа и стал автором забитого гола в заключительном матче против Папуа — Новой Гвинеи (1:2).